# Constantin Brâncuși
Constantin Brâncuși (Constantin Brancusi en la grafía francesa; Hobița, distrito de Gorj, Rumania, 19 de febrero de 1876-París, 16 de marzo de 1957) fue un escultor, pintor y fotógrafo rumano, considerado pionero del arte moderno. Sus obras se encuentran en museos de Francia, Estados Unidos, Rumanía y Australia.

## Vida
Brancuși nació en Pestisani Gorj, dentro de una numerosa familia campesina. Trabajó como pastor desde los 13 años de edad.
Sin estudios básicos, aprendió a leer por sí mismo. Entre los nueve y once años combinaba su trabajo como ayudante de una tienda con su afición con las tallas de madera, parte importante de la cultura popular de su país.
Su trabajo llamó la atención de un filántropo, que decidió pagar sus estudios en la Escuela de Arte y Oficios de Craiova (ciudad del distrito Dolj, Rumania) desde 1894 a 1898. Posteriormente continuó sus estudios en la Escuela Nacional de Bellas Artes de Bucarest desde 1898 hasta 1901. En 1903 realizó su primer encargo: un busto del general rumano Carol Davila.
Llegó a París en 1904 para perfeccionar sus estudios, mientras lavaba platos en un restaurante o cantaba en ceremonias de la Iglesia ortodoxa rumana. Como estudiante de arte coincidió y se vio influido por Auguste Rodin y el Impresionismo. Se muestra como uno de los primeros artistas del arte moderno. En 1909-1910 trabajó con Amedeo Modigliani.
En 1912 el Salón Oficial de Bucarest le otorgó el primer premio de escultura y participó en el Salón de los independientes en París. En 1913, presentó en Nueva York, Chicago y Boston Mademoiselle Pogany.
Fue ya en 1924 cuando visitó Rumania, siendo reconocido mundialmente. En 1926 y 1928 viajó nuevamente a Estados Unidos.
En 1952, obtuvo la nacionalidad francesa y donó al Museo de Arte Moderno de París su taller, con casi cien esculturas.
En 1955 presentó una retrospectiva de su obra en el Museo Guggenheim de Nueva York.
Tenía una amplia gama de intereses, desde la ciencia hasta la música. De hecho, era un buen violinista y solía tocar canciones populares rumanas. Entabló amistad y contactos con una parte del círculo intelectual y social de París como Erik Satie o Marcel Duchamp, Pablo Picasso o Guillaume Apollinaire, además de otros rumanos como Emil Cioran.
Brancuși murió en París el 16 de marzo de 1957. Se encuentra enterrado en el cementerio de Montparnasse.

## Obra
Aunque de origen rumano, se desarrolló y se dio a conocer en París. Está considerado como uno de los grandes escultores del siglo XX. Su obra ha influido en nuevos conceptos de la forma en escultura, pintura y diseño industrial.
Su obra, 1200 fotografías y 215 esculturas, evolucionó desde 1908 hacia un estilo muy personal, geométrico, con una eliminación de los detalles que le condujo casi a la abstracción, proponiendo una realidad distinta. De esta manera, dejaba de lado el realismo escultórico del siglo XIX para dar paso al arte abstracto que se abría camino.
Inspirándose en el arte escultórico prehistórico y africano, intentó mostrar la naturaleza subyacente al desnudo mediante una simplificación extrema de la forma. Trabajó el mármol, piedra caliza, bronce y la madera. Predomina en sus obras dos formas simples: el huevo y el cilindro alargado.
Realizó una serie de esculturas en metal llamadas Pájaro en el espacio. Entre otras obras de Brancusi se encuentran: Madre durmiente (1906-10), El beso (1908), La sabiduría (1909), Prometeo (1911), El comienzo del mundo (1924), El pájaro (1924-49), la Columna del infinito (1933), El espíritu de Buda (1933) y La gallina (1941).

### Conjunto escultural de Târgu-Jiu
En Targu Jiu hay un conjunto escultural Constantin Brâncuși que se considera la cima de su carrera. En 1938 presenta la Columna del infinito, monumento a los jóvenes fallecidos durante la Primera Guerra Mundial. Conmemora el valor y el sacrificio del pueblo rumano que en 1916 se defendió de la invasión alemana. En el 2004 se terminaron unos trabajos de restauración de la obra primigenia que se encontraba deteriorada.
Estas obras se encuentran dispuestas en línea recta y son:
- La Mesa del silencio
- La Puerta del beso
- La Columna del infinito

Este conjunto escultórico simboliza la vida del ser humano.
La Mesa del silencio y la Puerta del beso se encuentran en el parque principal de la ciudad; entre las mismas se encuentran sillas también hechas por Brâncuși y siguiendo la imaginaria línea determinada por estas dos, se llega a una de las iglesias ortodoxas de la ciudad. Continuando aún más por esta línea, se llega a la Columna del infinito (considerada su obra cumbre) ubicada también en el parque.

### Legado
Algunas de sus obras alcanzaron cifras récord por una escultura. Subastadas en Christie's en Nueva York, Danaide (de 1913) se vendió por unos 18 millones de dólares en mayo de 2002, tres años después, superó esta cifra su obra Pájaro en el espacio (de 1922), por algo más de 27 millones de dólares.
En mayo de 2017, una escultura de bronce de Brâncuși, La muse endormie (1913), que pertenecía a una colección privada de París, fue subastada por 51,8 millones de euros por la casa Christie's en Nueva York.
Asimismo, su aportación al mundo del arte ha servido de inspiración para artistas de la talla de Isamu Noguchi o Andreu Alfaro.
El asteroide (6429) Brancusi fue llamado así en su honor.